# Parastenocaris fontinalis
Parastenocaris fontinalis is een eenoogkreeftjessoort uit de familie van de Parastenocarididae. De wetenschappelijke naam van de soort is voor het eerst geldig gepubliceerd in 1915 door Chappuis & Schnitter.